# Віхлі
Віхлі — село в Кулінському районі Дагестану.
Достовірних наукових свідчень про історію села немає. В книзі Р. Магомедова «Історія Дагестану» говориться, що віхлінці походять від сіргінців. Таку гіпотезу він висуває спираючись на факт деяких схожостей в жіночому вбранні. Цю гіпотезу Магомедову дав мешканець села Цийша, а не віхлінець. Село утворилося внаслідок злиття маленьких аулів, що були розташовані кругом великого хутора Яхсумі. Ця назва викликає цікаві факти. Яхсай — лакською називають Аксайців.
Донині в селі різниться вимова найбіш віддалених один від іншого магалів. Магал Ісулуці виділяється швидким темпом розмови, те саме присутнє в їх вимові, темпераментності, роботі. А Хялащі навпаки, врівноважені, неквапливі в розмові та в праці. ЧІамащі виділяються м'яким характером та вимовою. Зазвичай при зустрічі питаєшся «Куди йдеш?», віхлінці кажуть: «Чун най ура?», вони говорять «Ккишунна?» або «Ц1унайра?». Є розбіжності в чоловічій та жіночій вимові по селі в цілому. Чоловіки кажуть тІ замість чІ. Наприклад: чІисса — тІисса, чІила — тІила. Тут існує звук «дж»: джикІ, джиркІу.
За переказами старожилів назва села Вихьун походить від «вив хьун» — об'єднуватись. Коли люди жили в різних хуторах, вороги нападали на них та грабували. Тоді старійшини всіх хуторів зібрались, і один з них дав кожному по прутику, щоб переломити. Всі з легкістю впоралися. Тоді він роздав по вінику. Цього разу не вийшло зламати. Він сказав: «Ось саме так з нашими селами, разом нас не зламати». Було шість хуторів: Ччиккул, Хъузращи, К1анахми, Няк1аьлил ссак1, Къяк1ухъул, Яхсуми.